# Phare de Skalmen
Le phare de Skalmen (en norvégien : Skalmen fyr)  est un phare côtier de la commune de Smøla, dans le Comté de Møre og Romsdal (Norvège). Il est géré par l'administration côtière norvégienne (en norvégien : Kystverket).

## Histoire
Le phare est situé sur l'îlot Skalmen à environ 6,5 kilomètres au nord-ouest des villages de Råket et Dyrnes sur l'île principale de Smøla. Il a été mis en service en 1907 et amélioré en 1962. Il  dispose d'une lentille de Fresnel de 4e ordre et a été automatisé en 2002. L'île est vtrès venteuse et n'est accessible qu'en bateau.

## Description
Le phare  est une tour carrée de 16 mètres de haut, avec une galerie et lanterne, attenante à une habitation de gardien. L'édifice est peint en blanc et le dôme de la lanterne est rouge. Sa lumière principale émet, à une hauteur focale de 24 mètres, un éclat blanc toutes les 30 secondes. Sa portée nominale est de 14.8 milles nautiques (environ 27 km). Son feu secondaire, en-dessous de la lumière principale, est un feu isophase émettant un éclat rouge d'une durée de 2 secondes toutes les 4 secondes.
Identifiant : ARLHS : NOR-203 ; NF-4330 - Amirauté : L1348 - NGA : 7428 .

### Lien connexe
- Liste des phares de Norvège